# Yevsektsiya
Una Yevsektsiya o Yevsektsia o Evsektsiya (in russo: евсекция, in yiddish: יעווסעקציע) era una sezione ebraica del Partito Comunista dell'Unione Sovietica. Queste sezioni vennero istituite nell'autunno del 1918 con il consenso di Vladimir Lenin per portare la rivoluzione comunista alle masse ebraiche. Le Yevsektsiya pubblicavano un periodico yiddish, der Emes.

## Missione
La missione dichiarata di queste sezioni era la "distruzione della vita ebraica tradizionale, del movimento sionista e della cultura ebraica". La Yevsektsiya cercò di attirare i lavoratori ebrei nelle organizzazioni rivoluzionarie; il presidente Semyon Dimanstein, alla prima conferenza dell'ottobre 1918, fece notare che "quando arrivò la rivoluzione di ottobre, gli operai ebrei erano rimasti totalmente passivi... e gran parte di loro erano persino contrari alla rivoluzione. La rivoluzione non arrivò nella strada ebraica. Tutto era rimasto come prima".

## Storia
La Yevsektsiya rimase abbastanza isolata sia dall'intellighenzia ebraica che dalla classe operaia. Le sezioni erano composte principalmente da ex membri ebrei del Bund, che alla fine si unirono al Partito Comunista Sovietico come Kombund nel 1921, e al Partito Socialista dei Lavoratori Ebraici Uniti.
La Yevsektsiya considerava le organizzazioni sioniste russe controrivoluzionarie e faceva agitazione perché venissero chiuse. I delegati a un congresso sionista nel marzo 1919 si lamentarono per le molestie amministrative delle loro attività - non da parte di agenzie governative, ma da comunisti ebrei. Alla seconda conferenza della Yevsektsiya nel luglio 1919, questa chiese che le organizzazioni sioniste venissero sciolte. Dopo un appello dei sionisti, il Comitato esecutivo centrale panrusso emise un decreto in base al quale l'organizzazione sionista non era controrivoluzionaria e le sue attività non dovevano essere interrotte. La campagna, tuttavia, continuò. Nel 1920, il primo Congresso sionista russo fu interrotto da membri della Ceka e da una donna rappresentante della Yevsektsiya. Alla sua terza conferenza nel luglio 1921, la Yevsektsiya chiese la "liquidazione totale" del sionismo.
Secondo Richard Pipes, "col tempo, ogni organizzazione culturale e sociale ebraica venne attaccata". Agendo insieme alle autorità sovietiche locali, la Yevsektsiya organizzò sequestri di sinagoghe a Homel, Minsk e Charkiv, poi convertite in centri comunisti. Combatterono in particolare contro il sesto Chabad Rebbe Yosef Yitzchok Schneersohn che esortò i suoi seguaci a resistere fino alla loro ultima goccia di sangue i tentativi di sradicare la religione che andavano contro l'ideologia comunista, causando l'arresto e talvolta l'uccisione di molti di loro, provocando infine l'arresto del Rebbe stesso nel 1927.
La Yevsektsiya tentò di usare la sua influenza per tagliare i fondi statali al Teatro Habimah, definendolo controrivoluzionario. Il teatro lasciò la Russia per andare in tournée nel 1926, prima di stabilirsi nella Palestina mandataria nel 1928, per poi diventare il teatro nazionale di Israele.

## Scioglimento
Le Yevsektsii vennero sciolte perché non più necessarie nel 1929. Molti membri di spicco vennero assassinati durante le Grandi purghe della fine degli anni 30, compreso il presidente Dimanstein. Giustiziato nel 1938, venne riabilitato postumo nel 1955, due anni dopo la morte di Iosif Stalin (con il quale l'antisemitismo in Unione Sovietica, con la complicità del governo comunista, aveva raggiunto i suoi apici).